# Francesco Maria Milesi
Francesco Maria Milesi (Venezia, 21 marzo 1747 – Venezia, 18 settembre 1819) è stato un patriarca cattolico italiano.

## Biografia
Francesco Maria Milesi era figlio di Giuseppe e di Margherita Occioni, nobili di origini bergamasche. Le famiglie di origine, trasferitesi a Venezia nella seconda metà del Seicento, si erano notevolmente arricchite grazie ai commerci.
Dopo aver studiato a Venezia e a Murano, si iscrisse all'università di Padova dalla quale uscì laureato in utroque iure nel 1768. Durante il periodo accademico ebbe una delusione amorosa (il padre gli aveva vietato il matrimonio con la figlia di un medico borghese) che lo rivolse improvvisamente alla vita clericale. Dopo un breve ritiro a Padova, fu ordinato a Venezia nel 1767 per essere destinato alla parrocchia di San Silvestro, dove era nato.
Il 18 settembre 1807 venne nominato vescovo di Vigevano e il 23 settembre 1816 promosso patriarca di Venezia per nomina governativa, vincendo le resistenze che aveva avanzato anche il pontefice.
Vicino agli ambienti napoleonici, fu molto favorito da questa sua posizione che gli consentì di ottenere anche il titolo di Barone con Regia Patente del 28 marzo 1812.

## Genealogia episcopale
La genealogia episcopale è:
- Cardinale Scipione Rebiba
- Cardinale Giulio Antonio Santori
- Cardinale Girolamo Bernerio, O.P.
- Arcivescovo Galeazzo Sanvitale
- Cardinale Ludovico Ludovisi
- Cardinale Luigi Caetani
- Cardinale Ulderico Carpegna
- Cardinale Paluzzo Paluzzi Altieri degli Albertoni
- Papa Benedetto XIV
- Papa Clemente XIII
- Cardinale Francesco Saverio de Zelada
- Papa Pio VII
- Arcivescovo Antonio Codronchi
- Patriarca Francesco Maria Milesi

## Araldica
| Figura | Descrizione                                                                                  | Blasonatura |
|        | Francesco Maria Milesi Barone del Regno napoleonico d'Italia Vescovo di Vigevano (1812-1814) |             |
|        | Francesco Maria Milesi Vescovo di Vigevano (1807-1812; 1814-1816)                            |             |
|        | Francesco Maria Milesi Patriarca di Venezia (1816-1819)                                      |             |